# بورس اوراق بهادار بمبئی
بورس اوراق بهادار بمبئی (به انگلیسی: Bombay Stock Exchange) به‌اختصار بی‌اس‌ای BSE (به مراتی: मुंबई शेअर बाजार) بازار بورس اوراق بهادار هند می‌باشد، که ساختمان مرکزی آن در شهر بمبئی قرار دارد.
بازار بورس بمبئی قدیمی‌ترین بازار بورس فعال در منطقه آسیا است. در سال ۲۰۱۹ ارزش بازار صاحبان سهام شرکت‌های ذکر شده در بازار بورس بمبئی بالغ بر ۲ تریلیون دلار برآورد گردید و هم‌اکنون به عنوان ششمین بازار بزرگ بورس در آسیا شناخته می‌شود و نیز در فهرست بزرگترین بازارهای بورس جهان در رتبه ۱۴ قرار دارد. در بازار بورس بمبئی سهام ۵٫۴۳۹ شرکت عرضه شده است و دارای بیشترین شمار شرکت فهرست شده در میان همه بازارهای بورس جهان می‌باشد.